# Утгоф, Владимир Львович
Владимир Львович Утгоф (партийный псевдоним Пётр Петрович Дерюжинский; 25 ноября 1886 — 12 октября 1937) — переводчик, член Всероссийского учредительного собрания, видный деятель партии социалистов-революционеров, автор «декларации прав солдата» составленной в февральскую революцию.

## Биография
Белорус дворянского происхождения. Отец — Лев Карлович Утгоф, жандармский генерал-лейтенант, помощник генерал-губернатора Варшавы по полицейской части, дослужился до чина генерала от инфантерии в отставке. Мать Екатерина Владимировна Утгоф, урожденная Скапиченко (1860—21 февраля 1936, Польша). Поступил в Морское училище, но исключён в 1905 году. По другим сведениям всё-таки успел получить чин гардемарина. Затем учился в Петербургском политехническом институте. Образование незаконченное высшее. Переводчик с английского, немецкого, французского и польского языков. 
Член партии эсеров. Проходил службу в торговом флоте. Списан на берег за революционную пропаганду. Участник создания Союза офицеров, готовил восстание в армии. В 1908 осужден к заключению в крепости на 4 года 8 месяцев за принадлежность к Центральному военному бюро партии социалистов-революционеров. Срок отбывал в Петропавловской и Двинской крепостях. В Двинской крепости познакомился с Н. А. Морозовым, сохранилась их переписка. Во время Первой мировой войны призван в действующую армию, присвоен чин прапорщика. В декабре 1917 года вместе с М. Никаноровым редактировал эсеровский журнал «За народ». В 1917 член Петроградского Совета. Делегат I и II Всероссийских съездов Советов рабочих и солдатских депутатов. Делегат III и IV съездов партии эсеров, занимал центристскую позицию, председатель Петроградской военной организации партии эсеров.
В конце 1917 года был избран во Всероссийское учредительное собрание в избирательном округе Северного фронта по списку № 3 (эсеры и Совет Крестьянских депутатов). Участвовал в заседания Учредительного собрания 5 января 1918 года. В 1918 член Комитета Учредительного собрания, участник Уфимского совещания. Автор мемуаров об этом периоде. В январе 1918 задержан большевиками, сбежал из-под ареста.
Представитель Пензенского губсельсоюза в Москве. 20 апреля 1921 арестован в Москве. Подсудимый первой группы обвиняемых на процессе в 1922 году по делу эсеров, осуждён на 5 лет. В 1923 году объявил голодовку в знак протеста против тюремного режима, голодал 14 дней. Заключенный Бутырской тюрьмы. 9 января 1924 года Ф. Э. Дзержинский и Т. Д. Дерибас в "Письме в Секретариат ЦК РКП(б) о смягчении приговора осужденным по делу руководителей Партии социалистов-революционеров" писали:
Что касается осужденного на 5 лет Утгофа, то ввиду его крайнего демонстративного поведения и непрекращающихся антисоветских выходок сокращать ему 5-ти летний срок, безусловно, не следует, тем более что он сидит в тюрьме только с начала 1922 года.
Однако по другим сведениям постановлением Президиума ЦИК СССР в январе 1924 срок Утгофу всё же был сокращён до 2 с половиной лет. Приговорён к 3 годам ссылки, выслан в Тюмень. С августа 1925 по октябрь 1928 находился в ссылке в Самарово Тюменской области. В сентябре 1928 в ссылке в Тобольске. В 1929 году срок ссылки продлён на 1 год, затем переведён в Камень-на-Оби. Работал экономистом. В августе 1934 — получил отказ в переводе в Центрально-чернозёмную область или Средне-Волжский край, остался в Камене-на Оби. 12 февраля 1937 арестован в городе Камень-на-Оби. 7 октября 1937 приговорён «тройкой» при УНКВД по Новосибирской области по ст. 58-2, 6, 8, 9, 10, 11 УК РСФСР к высшей мере наказания (расстрелу). 12 октября 1937 расстрелян. Реабилитирован 14 ноября 1958 г. военным трибуналом СибВО, дело прекращено за отсутствием состава преступления.

## Семья
- Жена — Елена Владимировна Утгоф (урождённая Гольденвейзер[5], 1881, Кишинёв — 1958, Ялта), врач[5], дочь инженера путей сообщения Владимира Соломоновича Гольденвейзера (1853—1919) и Анны Марковны Рейнгерц (?—1928/1929, Гомель), сестра драматурга, театрального режиссёра Л. В. Гольденвейзера, выпускница кишинёвской женской гимназии, после окончания специального курса по истории и французскому языку в Кишинёве получила разрешение преподавать эти предметы в качестве домашнего учителя своим единоверцам; училась на философском факультете Гейдельбергского университета, затем на Педагогических курсах в Москве и (после крещения в 1902 году[13]) — на историко-филологическом факультете Московских Высших женских курсов.  В 1927 году выслана с мужем в Самарово Тюменской[14] области, с 1929 года — в Камень-на Оби Западно-Сибирского края, после гибели мужа жила в Новосибирске и Ялте[5].
  - Дочь — Нина Владимировна, в замужестве Храпунова[15] (1917—1987), хирург,  основатель крымского фтизиохирургического центра[16][17]
- Брат — Роман (26.12.1882—?)[15],
- Брат — Дмитрий (1885, Орачинцы —?),  последний  перед советским вторжением в 1939 года владелец усадьбы Линовка[6].